# Middle of the Road
Middle of the Road is een band uit Glasgow (Schotland) die in 1971 doorbrak met de hit Chirpy Chirpy Cheep Cheep. De stijl van de band kan men beschouwen als een Europese variant van de bubblegum.
De bezetting bestond uit zangeres Sally Carr (28 maart 1945), een voormalig kapster, Ken Andrew (drums) en de broers Eric (basgitaar) en Ian McCredie (gitaar).

## Ontstaan
De band ontstond halverwege de jaren zestig onder de naam Part Four. Later noemden ze zich Los Caracas. Pas in 1970 werd de naam van de band Middle of the Road.
Voordat Middle of the Road wordt opgericht, verdienen de leden hun brood als kapster (Sally), cameraman (Ken), vertegenwoordiger (Eric) en opzichter (Ian). Op uitnodiging van een Argentijnse manager - die zei in zijn geboorteland te beschikken over belangrijke contacten met grote tv-maatschappijen - vertrok de groep in het voorjaar van 1970 naar Italië met de bedoeling daar aan te monsteren op een cruiseschip naar Argentinië. Eenmaal in de haven van Genua beland, kwam men tot de ontdekking dat er helemaal geen cruiseschip naar Argentinië vertrok. Ook de Argentijnse manager was opeens verdwenen en, veel erger, met hem de laatste spaarcenten van de groep.

### Ontdekking

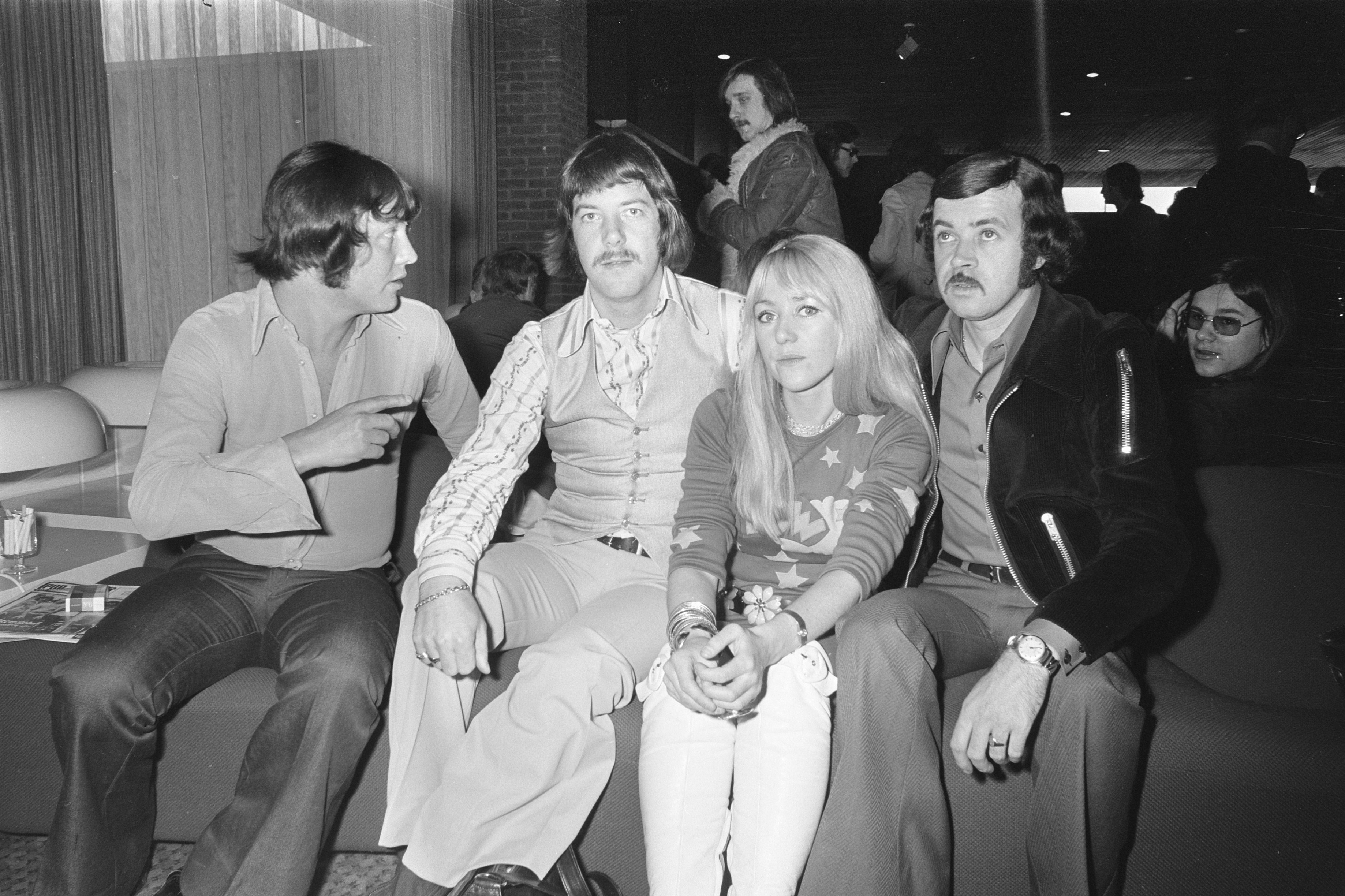
Middle of the Road bij het Grand Gala du Disque (1972)

Om toch aan geld te komen, trad Middle of the Road op in diverse lokale clubs in Florence en Rome. Het is in die laatste stad dat de groep bij toeval werd ontdekt door een Italiaanse A&R-manager. Hij bood de groep een platencontract aan en bracht hen in contact met producer Giacomo Tosti. Via hem werd Middle of the Road gevraagd een duet op te nemen met Sophia Loren voor haar film "La Moglie Del Prete" (de vrouw van de priester).
In 1971 deed de band mee aan het Festival van San Remo in Italië. Door dit optreden kreeg de formatie een platencontract bij RCA. Hun eerste plaatopnamen vonden plaats in Studio One van RCA in Rome. Hun Europese doorbraak kwam in voorjaar 1971 met "Chirpy chirpy cheep cheep", op dat moment ook een hitsucces van Lally Stott die het nummer geschreven had. Het Verenigd Koninkrijk volgde in de daarop volgende zomer, na een optreden in het televisieprogramma Top of the Pops van de BBC. Opvallend bij dit nummer was de iets rauwe stem van Sally. In totaal zijn er ruim tien miljoen exemplaren verkocht. Veel hits volgden waaronder Soley Soley, Sacramento, Samson and Delilah en The talk of all the USA. In de Daverende Dertig werd Sacramento zelfs de hit van het jaar 1972.
De belangrijkste albums voor RCA waren Acceleration en Drive on.
In 1973 verbrak de band het platencontract met RCA en sloot hij een overeenkomst met het Duitse label Ariola Eurodisc. Het eerste album onder dit label verscheen in 1973 onder de titel Music Music.
In 1976 nam de band zijn laatste album op. In dat jaar vertrok zangeres Sally Carr uit de band en begon zij een solocarrière. In 1978 verliet ook Ken Andrews de band. De overgebleven bandleden maakten een doorstart met een nieuwe zangeres, Linda Carroll.

### Revival
Begin jaren 80 had de band een revival dankzij de Stars on 45. Dit was een muzikaal project van producer Jaap Eggermont. Hij maakte een hitmedley van de band waardoor de band weer volop in de aandacht stond. Op 6 oktober 2007 overleed Eric McCredie. Hij werd 62 jaar oud. Van de huidige bezetting is alleen nog Ian McCredie een origineel groepslid.

## De naam
De uitdrukking middle of the road bestond al eerder dan de gelijknamige band. Bij radioprogramma's werd de term gebruikt voor easy listening, ballads, gemakkelijk in het gehoor liggende jazzmelodieën en dergelijke. Aan het soort muziek dat daarbij hoorde, heeft Middle of the Road een eigen invulling gegeven.

## Discografie

### Albums
| Album met eventuele hitnotering(en) in de Nederlandse Album Top 100 | Datum van verschijnen | Datum van binnenkomst | Hoogste positie | Aantal weken | Opmerkingen   |
| ------------------------------------------------------------------- | --------------------- | --------------------- | --------------- | ------------ | ------------- |
| Chirpy chirpy cheep cheep                                           | 1971                  | -                     |                 |              |               |
| Acceleration                                                        | 1971                  | 12-02-1972            | 2               | 16           |               |
| The best of Middle of the Road                                      | 1973                  | -                     |                 |              | Verzamelalbum |
| Drive on                                                            | 1973                  | -                     |                 |              |               |
| Music music                                                         | 1973                  | -                     |                 |              |               |
| You pays yer money and you takes yer chance                         | 1974                  | -                     |                 |              |               |
| Postcard                                                            | 1974                  | -                     |                 |              |               |
| Dice                                                                | 1975                  | -                     |                 |              |               |
| Black gold                                                          | 1976                  | -                     |                 |              |               |
| The very best of Middle of the Road                                 | 1989                  | 01-07-1989            | 9               | 56           | Verzamelalbum |

### Singles
| Single met eventuele hitnotering(en) in de Nederlandse Top 40 | Datum van verschijnen | Datum van binnenkomst | Hoogste positie | Aantal weken | Opmerkingen                                                                                    |
| ------------------------------------------------------------- | --------------------- | --------------------- | --------------- | ------------ | ---------------------------------------------------------------------------------------------- |
| Chirpy chirpy cheep cheep                                     | 1971                  | 06-03-1971            | 2               | 10           | Nr. 2 in de Daverende Dertig                                                                   |
| Tweedle dee tweedle dum                                       | 1971                  | 05-06-1971            | 7               | 9            | Nr. 5 in de Daverende Dertig                                                                   |
| Soley soley                                                   | 1971                  | 18-09-1971            | 1(4wk)          | 19           | Nr. 1 (5x) in de Daverende Dertig                                                              |
| Sacramento (A wonderful town)                                 | 1971                  | 01-01-1972            | 1(7wk)          | 16           | Nr. 1 (5x) in de Daverende Dertig / #1 in de Top 100 van 1972 (Daverende Dertig) / Alarmschijf |
| Samson and Delilah / The talk of all the U.S.A.               | 1972                  | 25-03-1972            | 1(2wk)          | 11           | Nr. 1 (2x) in de Daverende Dertig / Alarmschijf                                                |
| Bottoms up                                                    | 1972                  | 23-09-1972            | 5               | 10           | Nr. 5 in de Daverende Dertig                                                                   |
| Yellow boomerang                                              | 1973                  | 24-02-1973            | 2               | 9            | Nr. 1 (1x) in de Daverende Dertig                                                              |
| Kailakee kailako                                              | 1973                  | 04-08-1973            | 19              | 6            | Nr. 21 in de Daverende Dertig                                                                  |
| Samba d'amour                                                 | 1973                  | 15-09-1973            | tip5            | -            |                                                                                                |
| Honey no                                                      | 1974                  | -                     |                 |              |                                                                                                |
| Sole giallo                                                   | 1974                  | -                     |                 |              |                                                                                                |
| Rockin' soul                                                  | 1974                  | -                     |                 |              |                                                                                                |
| Bonjour ça va                                                 | 1974                  | -                     |                 |              |                                                                                                |
| Happy song                                                    | 1975                  | -                     |                 |              |                                                                                                |
| Hitchin' a ride in the moonlight                              | 1975                  | -                     |                 |              |                                                                                                |
| Everybody loves a winner                                      | 1976                  | -                     |                 |              |                                                                                                |
| Bubblegum baby                                                | 1976                  | -                     |                 |              |                                                                                                |
| The medley                                                    | 1981                  | -                     |                 |              |                                                                                                |

| Single met hitnotering(en) in de Vlaamse Ultratop 50 | Datum van verschijnen | Datum van binnenkomst | Hoogste positie | Aantal weken | Opmerkingen                 |
| ---------------------------------------------------- | --------------------- | --------------------- | --------------- | ------------ | --------------------------- |
| Chirpy chirpy cheep cheep                            | 15-01-1971            | 30-01-1971            | 1(3wk)          | 15           | Nr. 1 in de Radio 2 Top 30  |
| Tweedle dee tweedle dum                              | 14-03-1971            | 15-05-1971            | 7               | 10           | Nr. 5 in de Radio 2 Top 30  |
| Soley soley                                          | 04-10-1971            | 18-09-1971            | 1(5wk)          | 18           | Nr. 1 in de Radio 2 Top 30  |
| Sacramento                                           | 03-01-1972            | 08-01-1972            | 1(6wk)          | 18           | Nr. 1 in de Radio 2 Top 30  |
| Samson and Delilah                                   | 27-03-1972            | 01-04-1972            | 1(3wk)          | 12           | Nr. 1 in de Radio 2 Top 30  |
| The talk of all the U.S.A.                           | 27-03-1972            | 29-04-1972            | 19              | 7            | Nr. 17 in de Radio 2 Top 30 |
| Bottoms up                                           | 11-09-1972            | 16-09-1972            | 3               | 14           | Nr. 2 in de Radio 2 Top 30  |
| Yellow boomerang                                     | 20-02-1973            | 03-03-1973            | 2(4wk)          | 11           | Nr. 1 in de Radio 2 Top 30  |
| Kailakee kailako                                     | 28-07-1973            | 25-08-1973            | 26(2wk)         | 3            | Nr. 27 in de Radio 2 Top 30 |
| The medley                                           | 30-07-1981            | 19-09-1981            | 20              | 7            | Nr. 22 in de Radio 2 Top 30 |

### NPO Radio 2 Top 2000
| Nummers met noteringen in de NPO Radio 2 Top 2000 | '99  | '00  | '01  | '02  | '03  | '04  | '05  | '06  | '07  | '08  | '09  | '10  | '11  | '12  |
| ------------------------------------------------- | ---- | ---- | ---- | ---- | ---- | ---- | ---- | ---- | ---- | ---- | ---- | ---- | ---- | ---- |
| Chirpy Chirpy Cheep Cheep                         | 1689 | 1820 | -    | 1740 | -    | -    | -    | -    | -    | -    | -    | -    | -    | -    |
| Sacramento a Wonderful Town                       | 1096 | 732  | 1090 | 1053 | 1010 | 1278 | 1280 | 1564 | 1484 | 1338 | 1597 | 1697 | 1826 | 1630 |
| Soley Soley                                       | 1856 | 1692 | 1727 | 1936 | -    | -    | -    | -    | -    | -    | -    | -    | -    | -    |

1. ↑  Een '-' betekent dat het nummer niet was genoteerd en een vetgedrukt getal geeft de hoogste notering van een nummer aan.
2. ↑  Deze tabel is bijgewerkt tot en met de meest recente editie (2024).